# Reino de Cerdeña (1324-1720)
El Reino de Cerdeña fue un estado feudal en el sur de Europa creado a principios del siglo XIV y posesión de la Corona de Aragón primero y luego del Imperio español hasta 1708, luego de los Habsburgo hasta 1717, y luego nuevamente del Imperio español hasta 1720.
El reino formaba parte de la Corona de Aragón e inicialmente estaba formado por las islas de Cerdeña y un reclamo sobre la isla de Córcega, cuya soberanía sobre ambas era reclamada por el papado, que les concedió como feudo el regnum Sardiniae et Corsicae. ("reino de Cerdeña y Córcega"), al rey Jaime II de Aragón en 1297. A partir de 1324, Jaime y sus sucesores conquistaron la isla de Cerdeña y establecieron de facto su autoridad de uire. En 1420, después de la guerra sardo-aragonesa, se compró el último derecho en competencia sobre la isla. Después de la unión de las coronas de Aragón y Castilla, Cerdeña pasó a formar parte del floreciente Imperio español.
En 1720, los Habsburgo y los Borbones, pretendientes al trono español, cedieron la isla al duque de Saboya, Víctor Amadeo II de Saboya. Cerdeña conservó sus instituciones autónomas según el tratado de cesión hasta 1847, cuando el rey Carlos Alberto promulgó la fusión perfecta que amplió a la isla el sistema administrativo centralizado adoptado por el estado continental de Saboya durante la era napoleónica.

## Historia

### Origen

Los cuatro Juzgados sardos.

Con la marcha de los bizantinos de las tierras de Cerdeña en la segunda mitad del siglo IX, los gobernantes locales consiguen hacerse con el poder de la isla. Esta queda dividida en cuatro Juzgados: Juzgado de Arborea, Juzgado de Cagliari, Juzgado de Gallura y Juzgado de Torres, que respondían a las administraciones establecidas inicialmente por los musulmanes y posteriormente por los bizantinos. No se conoce con precisión la fecha de creación de los juzgados (en sardo judicados, en italiano giudicati), que fueron cuatro regiones autónomas, pero su existencia se halla plenamente comprobada en el año 851, aunque es posible que su nacimiento sea anterior a esa fecha. Cada juzgado ( Logudoro, Gallura, Arborea y Calaris) fueron gobernados por reyes o judiches (jueces en la traducción literal), que eran elegidos por el parlamento sardo llamado Corona de Logu.
Los juzgados se encontraban compuestos de un territorio o logu, dividido en varios curatorie dirigidos por los curatore (autoridades, principalmente judiciales), y se constituían de numerosos poblados llamados ville. Los curatores eran los encargados de designar al maiore (alcalde) o jefe del pueblo. Los juzgados se encontraban divididos en distritos administrativos, electorales y jurisdiccionales llamados curadorias o curatorias (curadurías) dirigidos por un curatore cuyo nombramiento tenía que ser aprobado por el giudici. El curatore era un funcionario del juzgado, y su mandato tenía un límite fijo de tiempo; tenía autoridad sobre las percepciones fiscales, sobre la acción judicial penal y civil, sobre los órganos de policía y sobre el reclutamiento militar. El de Cerdeña era un sistema administrativo muy arraigado y extremadamente eficaz para gobernar el territorio, pero desapareció paulatinamente durante el siglo XIV y sobre todo durante el siglo XV por la imposición del sistema feudal aragonés. Durante el período de los juzgados se desarrolló la lengua sarda, que se constituyó como el idioma más hablado en la isla. La Iglesia bizantina ortodoxa fue reemplazada por el catolicismo mediante la intervención del papa Gregorio I. Esta religión se extendió en toda la isla con excepción de la mayor parte de Barbagia.

### Influencia de Pisa y Génova
La ayuda prestada por las Repúblicas Marítimas de Pisa y Génova permitió liberar a los sardos de numerosas incursiones sarracenas durante el siglo X y siglo XI, si bien ejercieron un gran control sobre la zona militarmente.
Así, a lo largo de la costa este de la isla, desde Cagliari hasta Gallura, se estableció una zona de protección pisana, mientras la zona norte de Porto Torres y de la propia isla de Córcega se encontraba bajo la influencia de Génova.
La injerencia política de Pisa y Génova en las actividades de los Giudici duró desde el siglo XI hasta el siglo XIV, transformándose lentamente los Giudicati en protectorados para terminar en colonias. Estas dos potencias marítimas se confrontarían permanentemente por el control total de la isla y por ello Cerdeña permanecería constantemente dividida. Los Papas mantuvieron siempre la confrontación pisano-genovesa, apoyando siempre a la parte más débil. Las familias más poderosas de ambas ciudades italianas se disputaron los territorios de los antiguos Giudicati. En 1258, desapareció el Giudicato de Cagliari, tomado por los pisanos. En 1265, Mariano de Serra era el único sardo con una investidura gubernamental, mientras que casi toda la isla se hallaba entregada al poder extranjero.
El reino de Arborea, el más fuerte y mejor organizado de los giudicati, permaneció independiente. Defendió con fuerza su independencia y en 1323 se alió con Jaime II de Aragón en una campaña militar contra Pisa y Génova que tenía por objetivo la creación del Reino de Cerdeña.

### Corona de Aragón

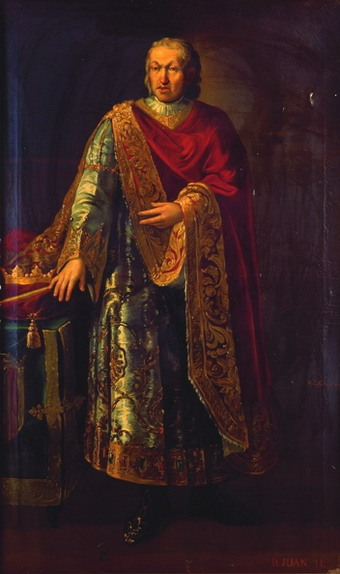
Retrato de Juan II el Grande.

Territorios bajo dominio de la Corona de Aragón en el mar Mediterráneo.

El Regnum Sardinae et Corsicae, en español Reino de Cerdeña y Córcega, fue creado en 1297 por el papa Bonifacio VIII para solucionar los conflictos entre la Dinastía Anjou y la Corona de Aragón sobre el Reino de Sicilia, conflictos originados a raíz de las Vísperas sicilianas. Así fue un reino de compensación, asignado a Jaime II de Aragón.
Cerdeña seguía no obstante sometida a grandes señores que llevaban el título de Judex (juez). La isla estaba dividida en cuatro juzgados bajo la influencia de las repúblicas de Pisa y Génova. En 1323, Jaime II, forma una alianza con el Juzgado de Arborea, de origen catalán, y controla los juzgados de Cagliari y de Gallura, eliminando de la isla a los pisanos.
El control real no fue definitivo hasta principios de siglo XV, cuando Martín el Joven, rey de Sicilia y procurador de Cerdeña por orden del rey de Aragón Martín I, eliminó los juzgados de Arborea. La isla fue gobernada a partir de aquel momento en nombre del rey por un virrey.
Paradójicamente, el Reino de Cerdeña y Córcega, como fue ideado por el papa, solo consistiría del territorio de Cerdeña, pues aunque Aragón planeó la conquista de la isla de Córcega, sus propósitos nunca alcanzaron una conclusión favorable. Los monarcas aragoneses utilizaron por lo tanto solamente el título de rey de Cerdeña y durante un tiempo el de rey titular de Córcega.

#### Capital del Reino
Desde su fundación el Reino de Cerdeña tuvo dos capitales. Así, entre el 19 de junio de 1324 y el 10 de junio de 1326 la capital estaba situada en el Fortín de Bonaria, hoy en día situado dentro de la ciudad de Cagliari. El 10 de junio de 1326 la capital fue radicada a la propia ciudad de Cagliari, no obstante, el soberano siempre tenía su corte en ciudades como Barcelona, Zaragoza o Valencia. En la ciudad de Cagliari el rey estaba representado por un virrey.

### Monarquía Española o Católica

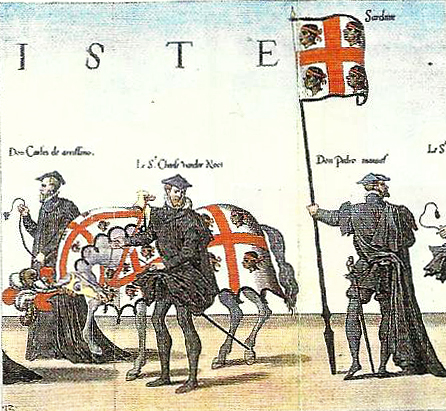
Guion y caballo engualdrapado con el emblema heráldico del Reino de Cerdeña en las exequias por la muerte de Carlos I de España. En La Magnifique, et sumptueuse pompe funèbre faite aus obsèques, et funerailles du très grand, et très victorieus empereur Charles Cinquième, celebrées en la Ville de Bruxelles le XXIX. jour du mois de décembre M.D.LVIII par Philippes Roy Catholique d’Espaigne son fils, Jérôme Cock (dibujo), Jean y Luc de Dovar, (grabadores), Amberes, Cristóbal Plantino, 1559, LÁM. 12.

Con el matrimonio entre los Reyes Católicos, Fernando II de Aragón e Isabel I de Castilla en 1469 y la posterior firma de la Concordia de Segovia, realizada en 1475, se establecen los primeros pasos para la unión definitiva de la Corona de Aragón y la Corona de Castilla bajo un mismo rey, pasando así mismo a este todos los dominios de ambos monarcas. Con Fernando II se reorganizó la administración y Cerdeña pasó a depender del Consejo de Aragón y del virrey.
Córcega nunca fue realmente conquistada y los reyes de Aragón dejaron de usar el título a partir del 19 de enero de 1479, momento en el cual el Consejo Superior de Aragón decide retirar del nombre oficial del Reino la mención de Corsicae.
El descubrimiento de América provocó que la isla viviera una fase de decadencia, ya que la navegación y el comercio en el Mediterráneo declinó en favor del Atlántico y de la recién descubierta América. Mientras que en Europa se producían grandes cambios culturales y económicos, en Cerdeña permaneció anquilosado el sistema feudal, uno de los rasgos más característicos de la dominación española. El dominio de la isla estaba en manos de la nobleza aragonesa, catalana y valenciana. Los efectos fueron particularmente nefastos para las zonas agrícolas, donde desaparecieron los antiguos propietarios mientras que la población más humilde, encargada de labrar el campo, vio agudizarse su miseria. A la extrema pobreza se añadieron epidemias de peste y cólera, que junto a la malaria que azotaba anualmente la isla resultaron en una disminución de la población.

#### Frontera con el islam

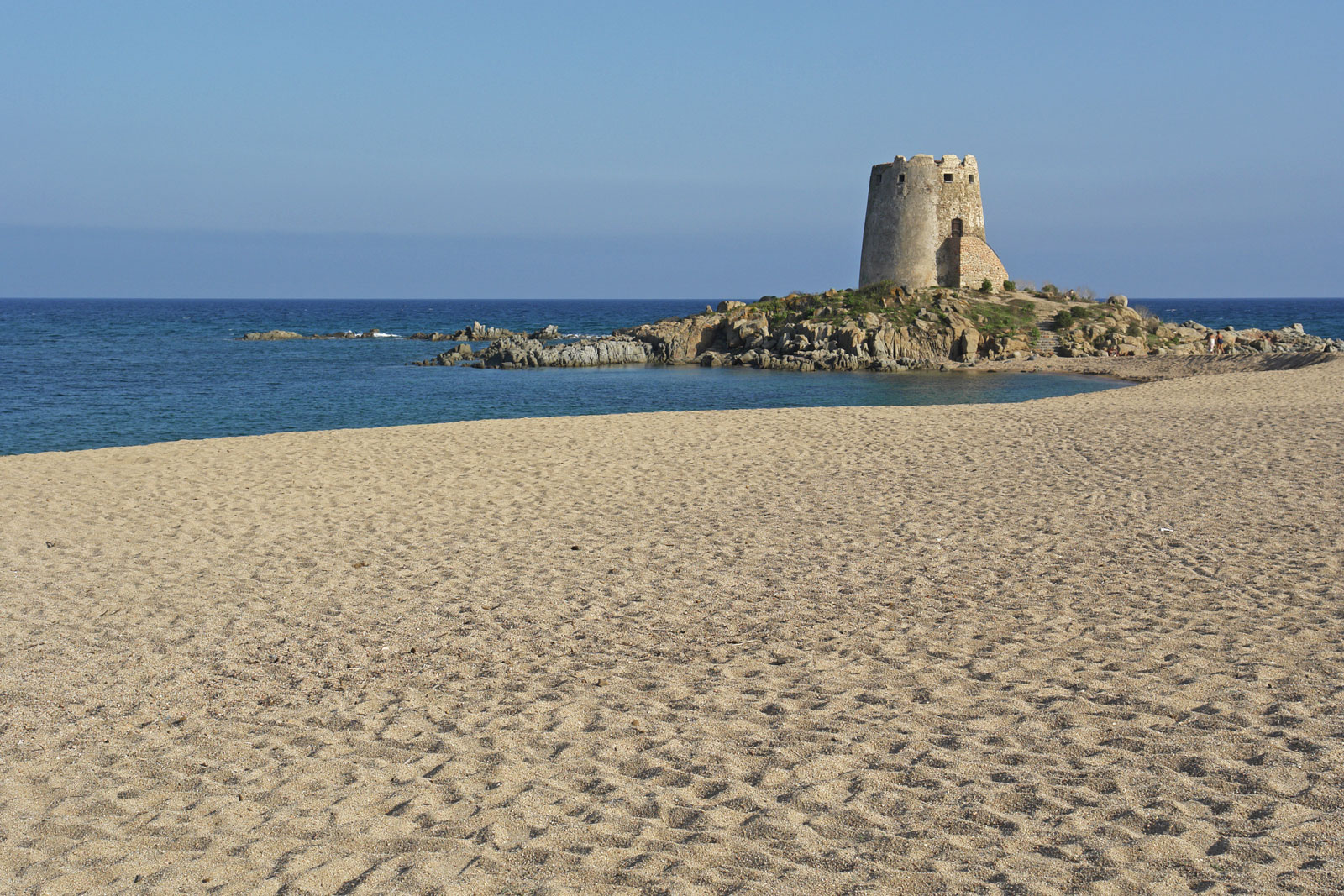
Torre de Bari, en la isla de Cerdeña.

Con la victoria del Tercio de Cerdeña, encabezado por Juan de Austria, en la batalla de Lepanto de 1571 contra Ali Pasha, y con la conquista temporal de Túnez en 1573, el Reino de Cerdeña se convirtió en el punto principal contra la expansión del Imperio otomano por el mar Mediterráneo. A partir de aquel momento toda la isla fue fortificada para prevenir cualquier ataque otomano, destacando los fortines de Alguer o Castelsardo.
En el contexto de la guerra del emperador Carlos V contra los musulmanes, Cerdeña se ubicó en el límite de las posesiones españolas y por ello fue provista de un sistema de defensa. De Cagliari zarparon grandes flotas españolas contra Túnez y Argel; no obstante, la costa sarda fue asaltada y saqueada en varias ocasiones en el siglo XVI por turcos otomanos, franceses y piratas berberiscos. A partir de 1572 se inició la construcción de torres de vigilancia en toda la costa, que a finales del siglo sumaban 82.

### Intento de invasión francesa (1637)
Con el inicio de la guerra de los Treinta Años en el Reino de Bohemia en 1618 entre católicos y protestantes, el cardenal Richelieu puso la vista en las posesiones de la Dinastía Habsburgo de España y Austria.
Durante este conflicto envíó una flota de cuarenta barcos, bajo la dirección de Enrique de Lorena, el 21 de febrero de 1637 para invadir Oristán, saqueando la ciudad durante una semana. Antes de la llegada de las milicias sicilianas y aragonesas, los franceses abandonaron precipitadamente la ciudad, olvidando sus estandartes que hoy en día todavía se conservan en su catedral.

### El reino bajo los Habsburgo austríacos

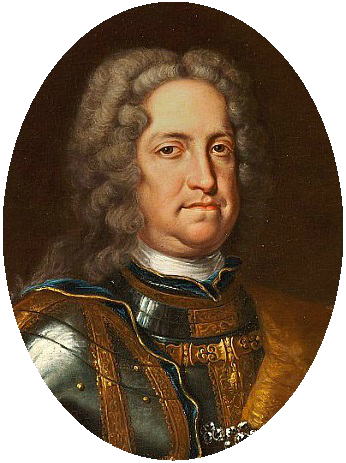
Carlos VI, cambio la isla de Cerdeña por la de Sicilia.

El Reino de Cerdeña se mantuvo dependiente de la Monarquía Hispánica en la guerra de sucesión española, acabada en 1714. Todo así, la isla fue ocupada ese año por la dinastía Habsburgo de Austria, que reclamaba la Corona española y estaba enfrentada a Felipe de Anjou.
En 1714 pasó a ser una posesión formal, reconocida por el Tratado de Utrecht, del Imperio austríaco, y Carlos VI del Sacro Imperio Romano Germánico hizo efectiva su posesión, después de haber renunciado a cualquier reivindicación al trono español. En 1717, sin embargo, un cuerpo expedicionario español, enviado por el cardenal Alberoni, un ministro de Felipe V, ocupó la isla de nuevo. Fue solo un breve paréntesis que sirvió solo para refinar las dos partes filosóficas occidentales y de habla española en las que se dividió la clase dominante de Cerdeña. El año 1720 el emperador cambió la isla de Cerdeña por el Reino de Sicilia, dando origen al nuevo Reino de Cerdeña bajo la dinastía Saboya, gobernantes del Ducado de Saboya.